# ずくだせテレビ
『ずくだせテレビ』は、2016年（平成28年）10月3日から信越放送（SBCテレビ）で生放送されているローカルワイド番組。

## 概要
二世代前の『信州まるごとワイド。キャッチ!』までいわゆる夕方ワイド番組として編成してきたSBCテレビの自社制作ワイド番組を2008年3月31日の改編より繰り上げ。15時台に放送枠を移して始まった『3時は!ららら♪』が直接の前身番組。
さらに発展させて放送時間を拡大、さらに『3時は!ららら♪』と同時期に始まったSBCラジオ『坂ちゃんのずくだせえぶりでぃ』と連携させてスタートしたのが当番組であり、姉妹番組でもある。
通称、略称は『ずくテレ』。「ずく」とは長野県周辺の方言で「やる気」のことで、「ずくだせ」は「がんばれ」など相手を叱咤激励する意味がある。
2021年（令和3年）3月15日からはJNN系列の中で、『ゴゴスマ』をネット受けしない唯一のローカル情報番組となっている。

## 放送時間
| 放送期間      | 放送期間      | 放送日時（JST）                                              |
| ------------- | ------------- | ------------------------------------------------------------ |
| 2016年10月3日 | 2017年7月28日 | 月 - 金曜 13:55 - 15:53（118分）                             |
| 2017年7月31日 | 2021年3月26日 | 月 - 金曜 13:55 - 15:49（114分）                             |
| 2021年3月29日 | 2025年6月28日 | 月 - 金曜 13:55 - 15:43（108分）                             |
| 2025年7月1日  | 現在          | 月曜 13:55 - 15:43（108分） 火 - 金曜 13:55 - 15:49（114分） |

## 出演者

### 現在の出演者

#### MC
- 久野大地（MC、2016年10月 - 2022年3月、2022年5月 - ）[注 5]

#### サブMC（特集キャスター、中継リポーター兼任）
※2024年1月からは、サブMCは日替わりでの出演となっている。
- 中澤佳子 （2016年10月6日 - ）[注 6]
- 飯塚敏文
- 尾関雄哉[注 7]
- 佐々木一朗（金曜以外）[注 8]
- 平山未夢[注 9]
- 古畑あずみ（2022年4月[注 10]、2025年4月 - ）
- 前田恵里花（水・金曜以外）[注 11]
- 山崎航（2025年4月 - ）

#### 特集リポーター
- 島田秀平（隔週水曜。コメンテーター兼任。2016年10月5日 - ）
- 大久保ノブオ（隔週水曜。コメンテーター兼任。2016年10月12日 - ）
- ザ・たっち（不定期火曜。コメンテーター兼任）
- もう中学生（不定期火曜。VTRのみの出演）
- 恵理
- 山藤美智
- 阿諏訪泰義（「キャンプ芸人あすわの絶品ソトメシ!」）
- 国本梨沙（不定期月曜）
- EXILE MAKIDAI（EXILE。不定期木曜。VTRのみの出演。2024年7月18日 - [1]）

#### 中継リポーター
- 山崎彩奈（2021年6月1日 - ）[注 12]
- 竹井純子
- 恵理
- 山藤美智
- 熊谷志帆

#### コメンテーター
加藤以外は日替わりで出演。峰、ザ・たっちは新型コロナウイルス予防のため、リモートで出演する際もあった。
- 加藤拓也（信濃毎日新聞編集委員、2025年3月31日 -  ）
- 峰竜太
- ザ・たっち
- 島田秀平
- 大久保ノブオ
- 片山真人（松本山雅FCクラブプロモーション担当。月2回出演）
- 大橋良隆（元AC長野パルセイロ営業担当、月1回金曜）
- 板谷健太郎（夜明けの翼法律事務所弁護士）
- 鈴木ともこ（漫画家、エッセイスト）
- NAHO（野菜ソムリエ上級プロ）
- 魔法使いアキット（マジシャン）
- やぎちゃん（登山系ユーチューバー）

#### お天気キャスター
- 坂下悠乃（ウェザーマップ、 2022年4月4日 - ）[2]

#### コーナー担当
- 三井順（「よいコレ!」担当、2016年10月4日 - ）
- 小林知美（「ずくだして!着物ごよみ」担当、2016年10月 - 2022年9月、2023年4月 - ）[注 13]
- 松本よね子（「ずくだして!着物ごよみ」担当、2016年10月 - ）
- 恵理（「ハッピーイオン」担当、2020年8月 - ）

### 過去の出演者

#### MC・特集キャスター・リポーター
- 宮入千洋（MC、2016年10月3日 - 2022年4月29日[3]）
- 目黒清華[注 14]（MC〈月 - 水曜〉、2016年10月3日 - 2021年3月）
- 望月麗奈（MC〈月 - 水曜〉、2019年4月 - 2020年10月、2020年12月 - 2022年2月28日）[注 15]
- 長谷川萌（MC〈月 - 水曜〉、2016年10月 - 2020年6月、2022年3月1日 - 2023年12月20日 ）[注 16]
- 石井嘉穂（特集キャスター〈隔週金曜〉、2019年4月 - 2020年9月）[注 17]
- 生田明子（特集キャスター〈隔週金曜〉、2016年10月 - 2019年3月）
- 小林惇希（特集キャスター〈隔週金曜〉、2020年10月 - 2021年3月）
- 山崎昭夫（特集キャスター・中継リポーター、2016年10月 - 2022年2月）[注 18]
- 小林玄葵（中継リポーター、2023年秋頃 -2024年4月）
- 丸山隆之（2016年10月 -2024年3月 [注 19]）
- 堤容子（「ずくだして!着物ごよみ」担当、2016年10月 - 2021年12月）
- 北川原志於（特集キャスター、2021年4月 - 2022年9月）[注 20]
- 越美奈子（リポーター、2022年1月 - 2023年3月）
- 篠原信一（特集リポーター）

#### コメンテーター
- 長戸文秀（信濃毎日新聞編集委員、2016年10月3日 - 2020年3月)
- 矢嶋正幸（信濃毎日新聞編集委員、2020年4月 - 2023年3月31日）
- 植田典子（信濃毎日新聞編集委員、　2023年4月3日 - 2025年3月28日）
- 小出陽子（信州おやき協議会会長、？ - 2025年5月)
- 木村至信（医学博士、木村至信BANDボーカル）[注 21]

#### お天気キャスター
- 浜中弘樹（日本気象協会、2016年10月3日 - 2022年4月1日）[4]

### ゲスト
- 杉山真也（TBSアナウンサー、2025年2月7日）
- 出水麻衣（TBSアナウンサー、2025年5月30日）

## コーナー
括弧のないものは毎日放送。
- ずくだせ特集（月、火、木曜日）

グルメ、旅、エンタメ、お得サービスなどの話題の情報を詳しく紹介する。
- 信州1万歩ウォーキング（月曜日）

国本やSBCアナウンサーが信州各地をウォーキング、1万歩以内に課題をクリアするとご褒美にありつける。
尚、番組で使用する万歩計は山佐時計計器製のものであり「万歩計は山佐時計計器の登録商標であり、このコーナーは同社からの協力を正式に受けている」旨のアナウンスがなされている。
- ヒットみっけ‼（火曜日）

もう中学生、中澤のコンビとザ・たっちが隔週で信州で話題になっている商品や場所を訪れる。
- 噂の調査隊 （水曜日）

大久保、島田が隔週で信州の謎や噂をおもしろくレポートする。
- ずくだせジャーナル（木曜日）

尾関、飯塚が隔週で県内の気になるニュースを独自のタッチで取材。分かりやすい解説で疑問を解決する。
- EXILE MAKIDAIのファミリースイッチ（不定期木曜日）

すくだせジャーナル内の企画。MAKIDAIが信州で暮らす家族や子供たちの所へ訪問しふれあう様子を伝える。
- あした行くしない？（金曜日）

グルメ、旅、エンタメ、お得なサービスなど、明日行きたい話題のネタを紹介する。「行くしない」は信州の方言で「行こうよ」の意味。
- どこでも行きます‼ずくだせLIVE

中継コーナー。災害、事件・事故現場から中継することもある。
- らじ+テレ イントロDON![注 22]

生放送中のラジオ「Mixxxxx＋（それ以前は「情報わんさかGOGOワイド!らじ★カン」）」とつないだクイズコーナー。ラジオとテレビ両方で参加者を募集。リスナーと視聴者からの電話を次々とつないでいく。参加資格は『今まで正解したことが無い方』で、一度正解すると参加資格がなくなるが、火曜日のみ、過去の正解者も参加する事ができるようにルール改定された。正解すると賞金3,000円。正解者が出ないと次回以降にキャリーオーバーされる。学校の長期休業期間中は出場者が高校生以下限定になる事があり、賞金の代わりに3000円分の図書カードがプレゼントされる。またその際はキャリーオーバーされない。なお、ラジオGスタジオのカメラは定点カメラである。
- きょうの紙面から

久野が信濃毎日新聞の朝刊から気になる記事をピックアップ。信濃毎日新聞編集委員が分かりやすく解説する。放送開始当初はモニターではなく現物を使い解説していた。休刊日は前日の紙面からの紹介や、夕刊休刊前はその日の夕刊から紹介していた。金曜日は、一週間の記事で特に気になったものをランキング形式で紹介する「今週のNEWSランキング」を放送している。
- 気象予報士・防災士坂下悠乃のずくだせ天気

坂下のお天気コーナー。気になる天気を分かりやすく解説。誰かに話したくなる気象マメ知識や季節感あふれる信州の話題、備えたい防災情報も伝ええる。坂下の特技である書道で毎日「お天気ポイント」を伝えている。
- ずくだせ情報局

恵理、小林、山藤（場合によってはSBCアナウンサー）がお店、商品、旅館、レジャースポット等を紹介するコーナー。毎月第4月曜日は、「ずくだして!着物ごよみ」を放送する。「Nスタ」の特集コーナーを放送する場合もある。
- 信毎ニュース

SBCアナウンサーがニューススタジオから長野県内のニュースと、夕方の「SBCニュースワイド」特集の告知をする。新卒採用のアナウンサーのテレビでの初鳴きがこの時間のニュースになる事が多く、9月末頃迄は新卒アナが担当する事が多い。
- 島田秀平の開運‼手相占い（隔週水曜日）

長野市出身の手相芸人・島田秀平が視聴者から送られた手相の画像をみて占うコーナー。応募者と電話をつないで詳細を聞く。
- ずくだせ法律相談所（不定期）

板谷が身近なトラブルを○×クイズで判定する。
- 魔法使いアキットのコーナー（不定期）

アキットがマジックやイリュージョンを久野たちの前で披露する。
- ずくだせ映画館（月一回）

新作の映画を紹介する。
- ずくだせ子育て応援団（月一回）

SBCこども未来プロジェクトの一環で子連れで行けるお店を紹介。
- ずくだせ山雅（月一回、主に金曜日）

松本山雅FCクラブプロモーション担当の片山が山雅の試合の振り返りや最新情報を伝える。
- 金曜日のパルたちへ（月一回金曜日）

元AC長野パルセイロ営業担当の大橋がパルセイロトップチームやパルセイロレディースの試合の振り返りや最新情報を伝える。パルセイロサポーターを公言する中澤が金曜日のMCを担当する場合、所々でサポーター目線のコメントを挟む。
※信州ダービー（山雅とパルセイロの対戦）直前の金曜日には、片山、大橋の両人を招いて、直前特集を行う場合もある。
- ずくだせグランセローズ（月一回）

前田がプロ野球BCリーグ・信濃グランセローズの情報を伝える。
- 安い!カンタン!今夜のおかずはコレ!

サブMC（但し久野が担当する場合もある）とレストランのシェフや料理研究家が担当する料理コーナー。その他のコーナーが放送される時もあり、休止となるときもある。コーナーで紹介した料理のレシピは放送後数日して番組公式ページにアップされる。
- よいコレ!（火曜日）

三井がSBCアナウンサーとともに放送しているショッピングコーナー。「3時は!ららら♪」から続くコーナー。
- ハッピーイオン（木曜日）

恵理がイオンの商品の紹介をするコーナー。「3時は!ららら♪」から続くコーナー。

### 過去のコーナー
括弧のないものは毎日放送していた。
- ずくだせニュース一番出し

最新のニュースをスタジオから伝える。
- かんばんわー！ (月曜日)

国本、SBCアナウンサーが信州にある「気になる」「笑える」「懐かしい」など、おもしろ看板を探し、その看板の関係各所への取材を敢行。
- 竹内一家の農便り (火曜日)

目黒が木島平村の農家竹内（昭芳）一家から農業を教わった。
- 畑、ついて行ってイイですか？ (火曜日）

目黒、望月、尾関などが県内の農家や直売所などを巡り、畑や農産物を紹介する。コーナータイトルは『家、ついて行ってイイですか？』に因む。
- 信州ガーデニング日和 （火曜日）

目黒が樹木医の山本裕美先生などにガーデニングを学ぶコーナー。
- わらしべ道の駅伝〜目指せ!信州52駅制覇〜 （火曜日）

佐々木、平山が隔週で長野県にある52か所の道の駅を駅伝リレー方式で巡る。移動中、出会う人に物々交換を交渉する。地域の伝統や特産品を学び、人々の温かさにふれる旅。
- 見なきゃ町村（金曜日）

生田・中澤（隔週）→石井・中澤（隔週）が信州の町村をサイコロの目にしたがってアポなしで取材。
- 御朱印おみくじ旅（金曜日）

中澤、山崎、尾関が隔週で寺院や神社の御朱印を集める旅。周辺の観光では、引いたおみくじでおこづかい金額が決定する。大吉は3000円、凶なら0円。スタジオのBGMはニンテンドーDS「ポケットモンスター ハートゴールド・ソウルシルバー」の1ばんどうろのBGMが使用されている。2020年9月までタイトルは「御朱印女子おみくじ旅」だった。
- 私が聴きたい懐メロ（不定期）

視聴者からリクエスト曲を募集。曲のバックには発売された年の映像が流れる。ラジオGスタジオのレコードプレ―ヤーを使い曲を流している。
- ずくだせ映像さんぽ（不定期）

前日のSBCニュースワイドで放送された映像が編集して流される。
- ずくテレ信州ラーメンマップ

信州の美味しいラーメン店を募集し特集を放送する企画。主に多く投稿があったお店を取材し、2017年（平成29年）2月の毎週月曜日に東北信版、中南信版に分け計4回放送された。

## 備考

### ずくだせポーズ
「ずく」の「ず」の一画めと二画めをイメージしており左腕を垂直に立て、その前に右手を水平にクロスさせる。ウルトラマンのスペシウム光線と似ているため円谷プロダクションへ事前に問い合わせ、了承を得ている。